# Arina Krasnova
Arina N. Krasnova ( translitera al cirílico Арина Н. Краснова ) ( 1938 - ) es una botánica rusa.
- La abreviatura «Krasnova» se emplea para indicar a Arina Krasnova como autoridad en la descripción y clasificación científica de los vegetales.[1]